# Південноафриканська астрономічна обсерваторія
Південноафриканська астрономічна обсерваторія (англ. South African Astronomical Observatory) (SAAO) — національний центр оптичної та інфрачервоної астрономії в Південній Африці. Він був заснований в 1972 році. Обсерваторією керує Національний дослідницький фонд Південної Африки. Функція закладу — проведення досліджень в галузі астрономії та астрофізики. Основні телескопи розташовані в Сазерленді, що становить 370 км з обсерваторії в Кейптауні, де розташована штаб-квартира. 
SAAO має зв'язки по всьому світу для наукової та технологічної співпраці. Інструментальний внесок Південноафриканської астрономічної обсерваторії включає розробку коректора сферичної аберації та Великого південноафриканського телескопа (SALT).

## Історія

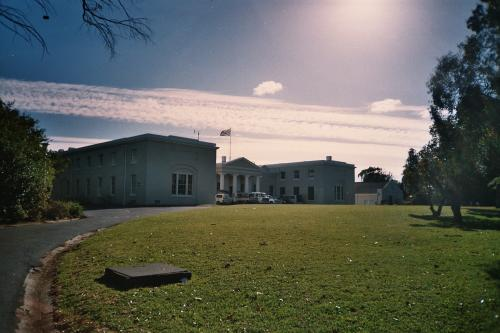
Будівлі південноафриканської астрономічної обсерваторії в Кейптауні.

Історія SAAO почалася, коли в 1820 році була заснована Королівська обсерваторія на мисі Доброї Надії, перша наукова установа в Африці. Будівництво головних будівель було завершено в 1829 році вартістю £ 30 000 (еквівалент £ 2.8 мільйонів у 2023). Пост астронома Її Величності на мисі Доброї Надії був двічі нагороджений Королівською медаллю; перший Томасу Макліру в 1869 році для вимірювання дуги меридіана на мисі Доброї Надії, а другий Девіду Гіллу в 1903 році для досліджень сонячного та зоряного паралаксу та його енергетичного керівництва Королівською обсерваторією на Мис Доброї Надії.
Республіканська обсерваторія в Йоганнесбурзі була об’єднана з набагато старшою Королівською обсерваторією на мисі Доброї Надії в січні 1972 року, щоб сформувати Південноафриканську астрономічну обсерваторію. У 1974 році телескоп Редкліффської обсерваторії був придбаний CSIR і перевезений до Сазерленда, де він відновив роботу в 1976 році.
SAAO було створено в січні 1972 року в результаті спільної угоди між Радою з наукових і промислових досліджень (CSIR) Південної Африки та Радою з науково-технічних досліджень (SERC) Великобританії. Штаб-квартира розташована на території старої Королівської обсерваторії, де розташовані головна будівля, офіси, національна бібліотека астрономії та комп'ютерне обладнання. Історичні телескопи також знаходяться в штаб-квартирі в кількох куполах і невеликому музеї, який демонструє наукові прилади. Південноафриканська астрономічна обсерваторія наразі управляється як Національна установа під управлінням Національного дослідницького фонду (NRF), колишнього Фонду розвитку досліджень (FRD). У 1974 році, коли обсерваторія Редкліффа в Преторії закрилася, Рада наукових і промислових досліджень (CSIR) придбала 1,9-метровий телескоп Редкліффа і перевезла його в Сазерленд.

## Зручності

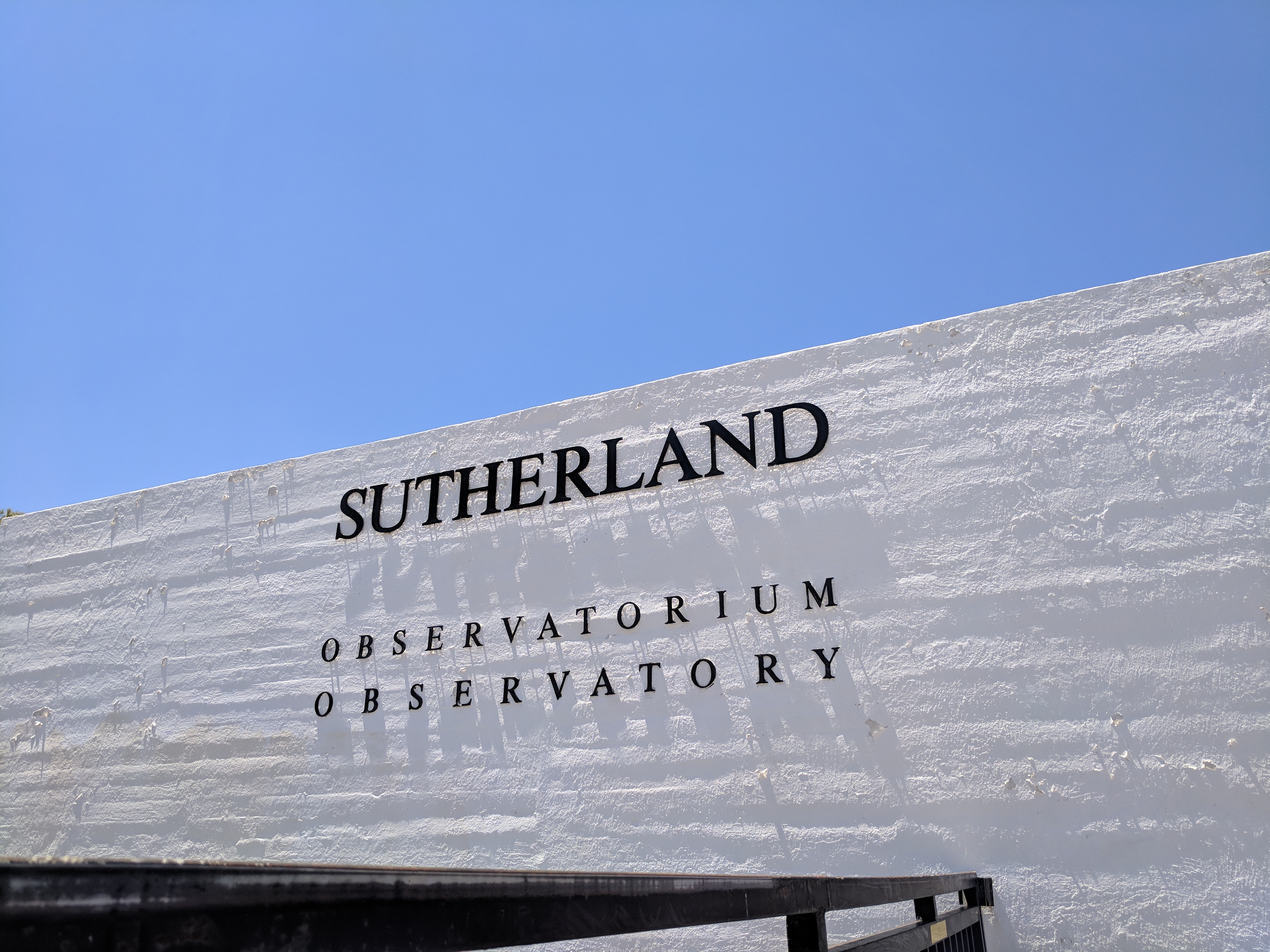
Знак біля входу в Сазерлендську обсерваторію поблизу Сазерленда, Північний Кейп

Обсерваторія працює в кампусі Королівської обсерваторії на мисі Доброї Надії, яка була заснована в 1820 році в передмісті Обсерваторії, Кейптаун.
Основні об'єкти спостереження, однак, розташовані поблизу міста Сазерленд приблизно за 370 кілометрів (230 миля)  з Кейптауна . Сазерленд було обрано через його надійно ясні та темні ночі, але щоб забезпечити довгострокову життєздатність астрономічних інструментів сайту Karoo, південноафриканський парламент прийняв Закон про переваги астрономії в географічному плані в 2007 році. Закон надає міністру науки і технологій повноваження захищати через правила території, які мають стратегічне національне значення для астрономії та пов’язаних наукових досліджень.

## Телескопи

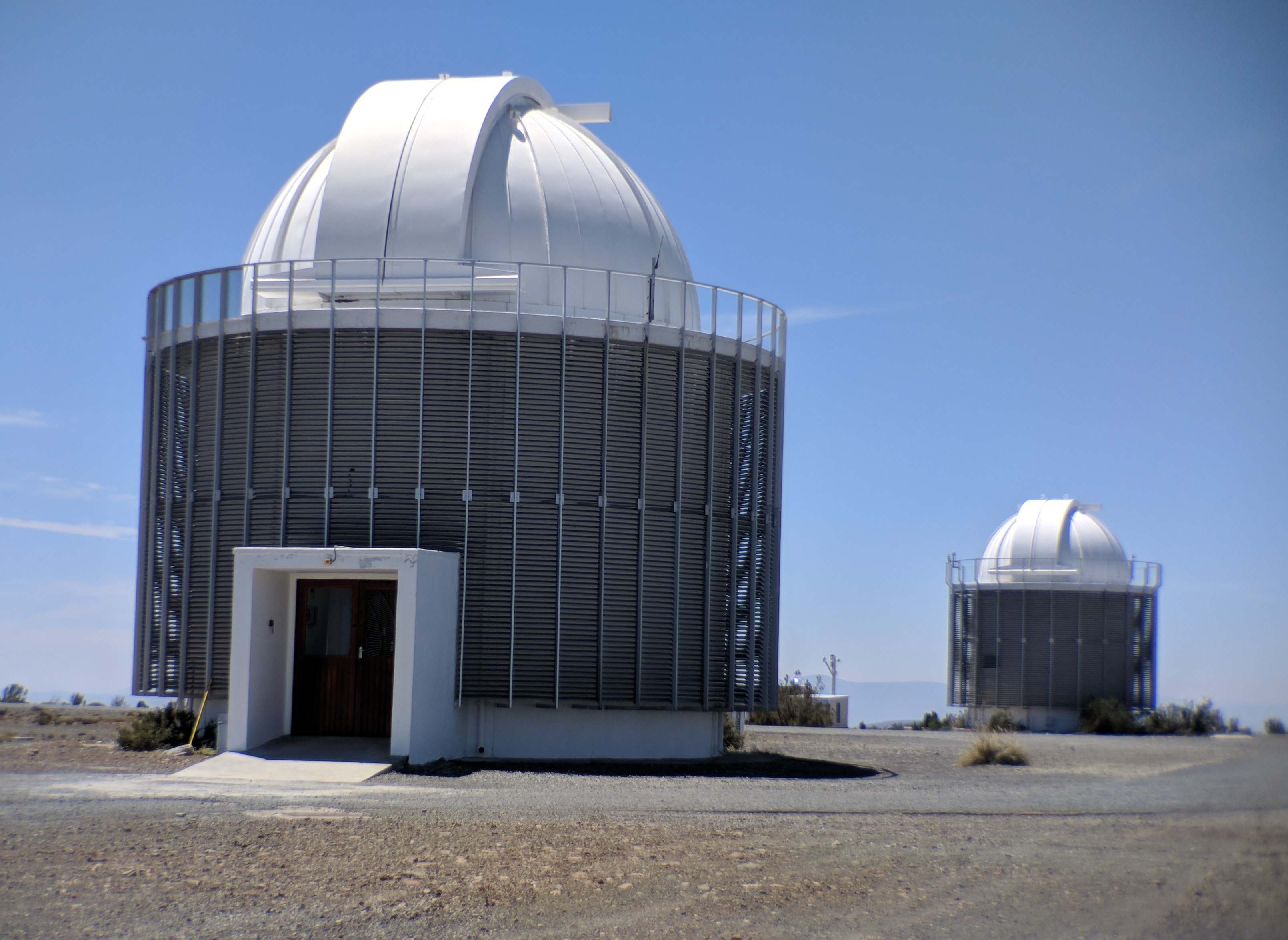
Куполи телескопа MASTER в Південно-Африканській астрономічній обсерваторії

### Телескоп 0,50 м
Це 0,5 метровий рефлектор спочатку був побудований для Республіканської обсерваторії в 1967 році, але був перенесений на місце в Сазерленді в 1972 році. Більше не використовується.
20-дюймовий телескоп був замінений на телескоп Мерліхта. 20-дюймовий телескоп було переміщено до обсерваторії Бойдена Університету Фрістейт і введено в експлуатацію ~2019 року.

### Телескоп 0,75 м
Рефлектор Грабба Парсонса 0,75 метра.

### Телескоп 1,0 м

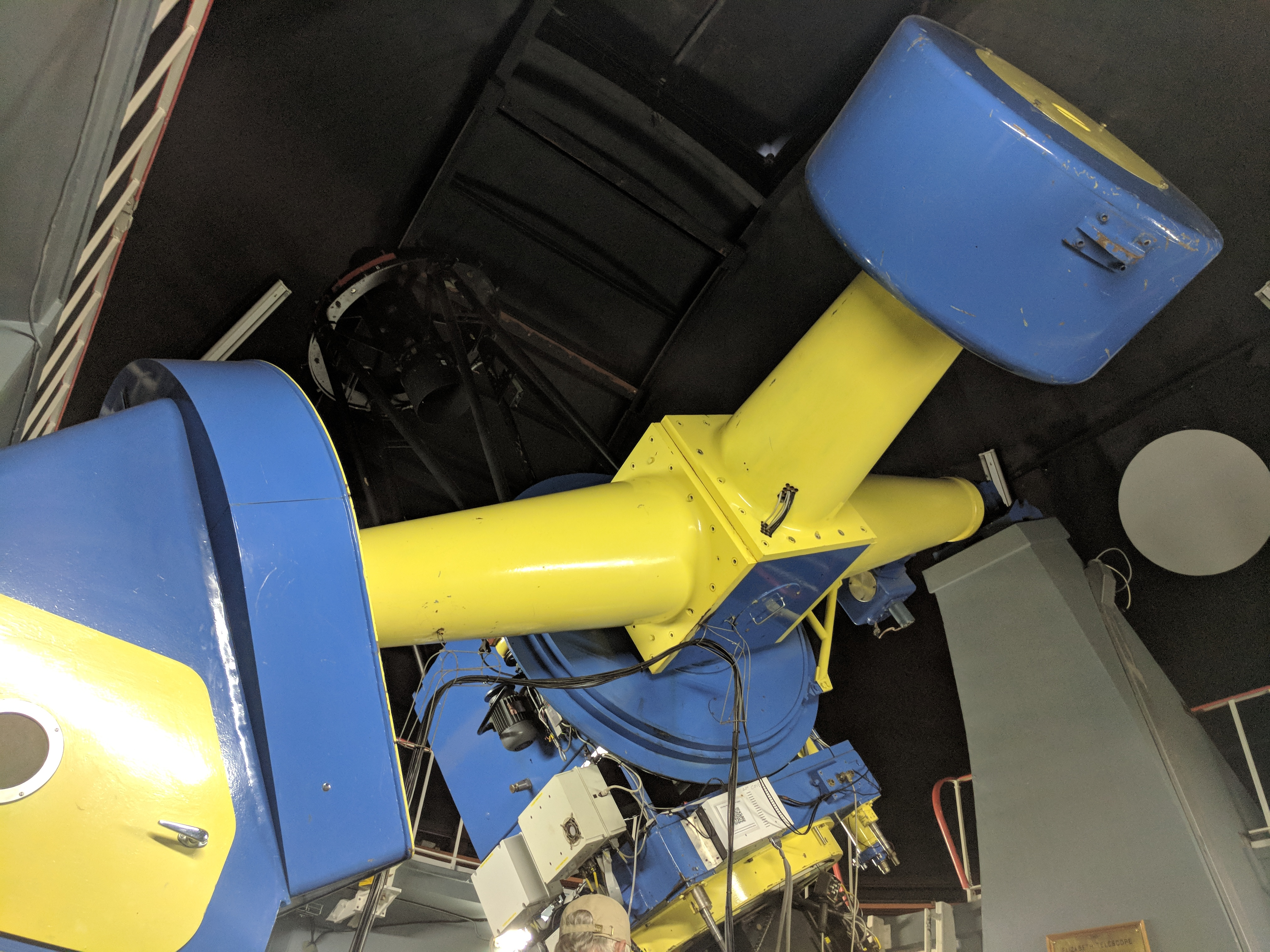
Один із шести телескопів мережі Probing Lensing Anomalies Network.

Це 40 дюймовий (1.0 м) телескоп спочатку знаходився в головному офісі SAAO в обсерваторії, Кейптаун, але з тих пір його перемістили в Сазерленд. Цей телескоп бере участь у мережі PLANET.

### Телескоп 1,9 м

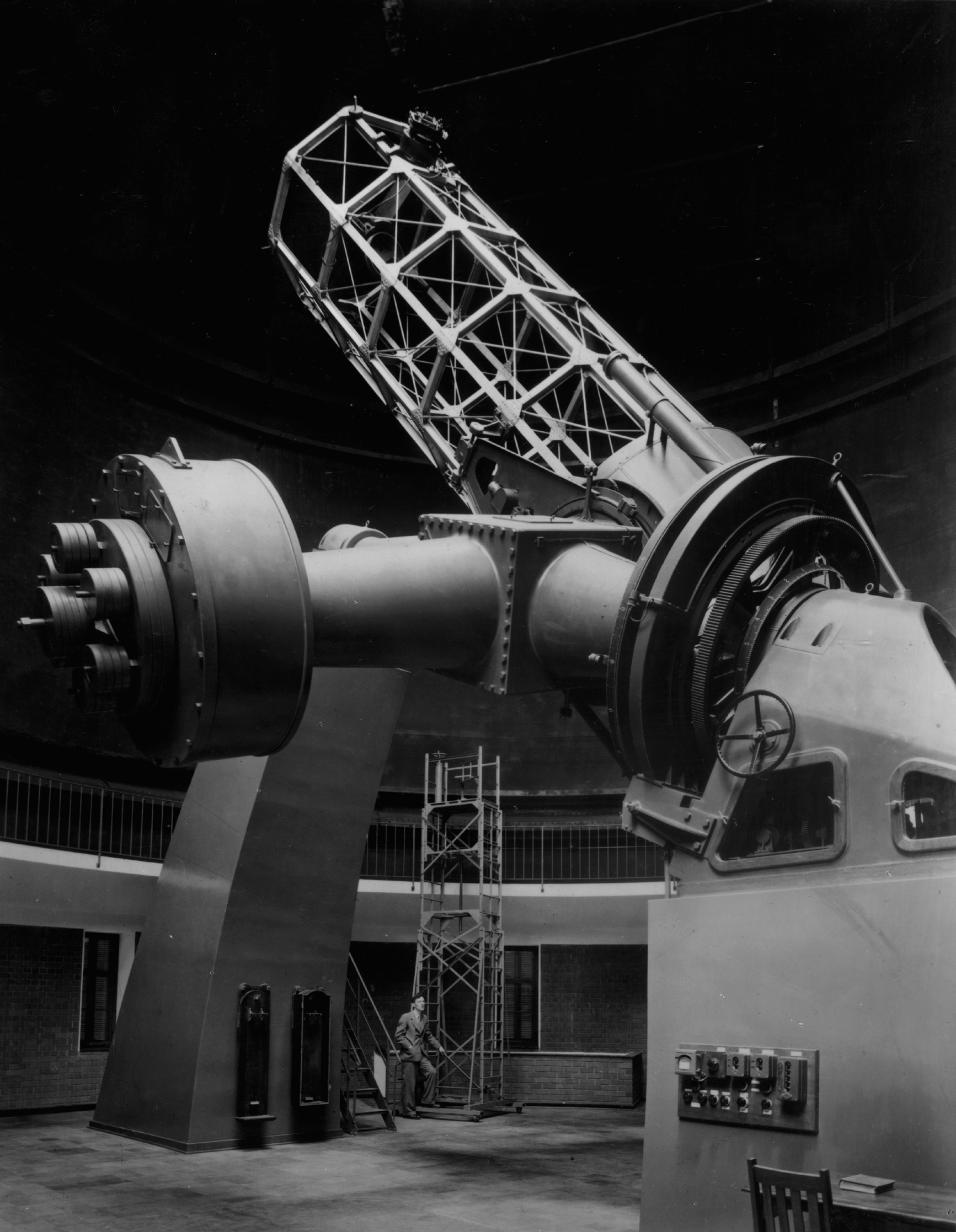
Рефлектор 74".

1,9-метровий (74-дюймовий) Телескоп Редкліффа був призначений для Редкліффської обсерваторії в Преторії, де він використовувався між 1948 і 1974 роками. Після закриття Редкліффської обсерваторії її перемістили в Сазерленд, де вона знову запрацювала в січні 1976 року. Між 1951 і 2004 роками це був найбільший телескоп у Південній Африці. Телескоп був виготовлений компанією Sir Howard Grabb, Parsons and Co.

### Телескоп Алана Казінс (ACT)
Це 75 сентиметровий телескоп спочатку називався автоматичним фотометричним телескопом, але був перейменований на телескоп Алана Казенса на честь Алана Вільяма Джеймса Казенса.

### BISON
Один із шести телескопів Бірмінгемської мережі сонячних коливань (BISON).

### Інфрачервоне обстеження
Інфрачервоне обстеження становить 140 см рефлектор, оснащений 3-кольоровим інфрачервоним тепловізором. Спочатку побудований як частина Магелланових хмар – Грант на ретельне дослідження від японського Міністерства освіти, культури, спорту, науки та технологій у 2000 році. Інші дослідження, в яких брав участь телескоп, включають:
- Департамент космосу Індії використовував цей телескоп для ближнього інфрачервоного огляду ядерних областей Чумацького Шляху, щоб покращити дані астрономічних досліджень DENIS і 2MASS[17].

### Глобальна мережа телескопів обсерваторії Лас Кумбрес
Три одно метрових телескопи для створення частини мережі LCOGT були встановлені на початку 2013 року.

### MASTER
Телескоп MASTER-SAAO (обзорний код:К95) входить до складу Російської мобільної астрономічної системи телескопів-роботів. Вперше він побачив світло 21 грудня 2014 року  Він складається з двох спарених 0,4-метрових телескопів. У квітні 2015 року він виявив першу за 35 років комету з Південної Африки C/2015 G2 (MASTER).

### MONET
Один із двох 1,20 метрових телескопи Проекту моніторингової мережі телескопів розташовані в Сазерленді. Його двійника можна знайти в обсерваторії Макдональда в Техасі. Телескопи MONET — це роботизовані телескопи, які керуються через Інтернет і були створені Геттінгенським університетом. Remote Telescope Markup Language використовується для віддаленого керування телескопами.

### Проект Solaris

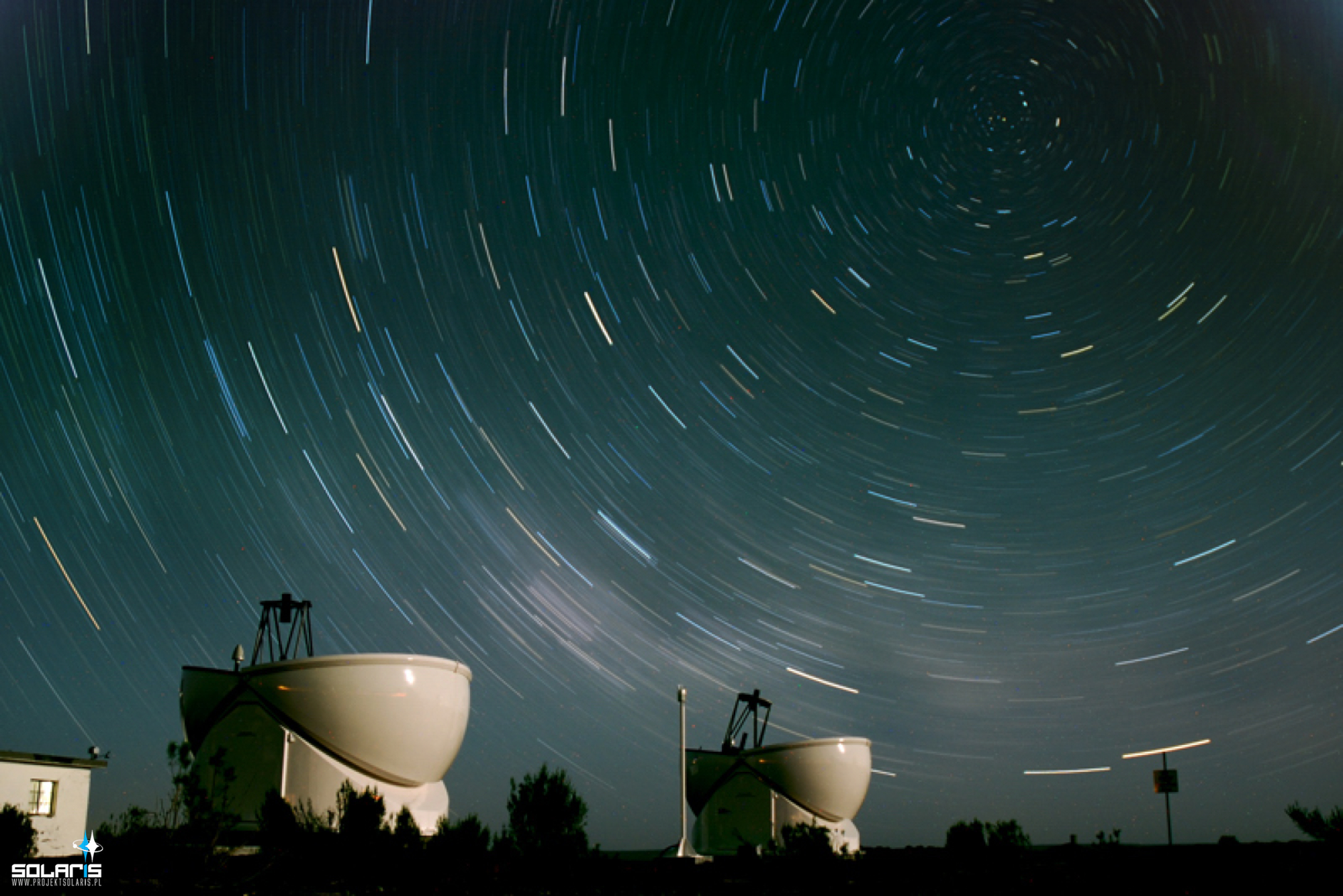
Solaris-1 і Solaris-2

Два телескопи, що є частиною проекту Solaris, розташовані на території Сазерленд. Solaris-1 і Solaris-2 є телескопами Річі-Кретьєна 0,5mf/15. Метою проекту Solaris є виявлення навколоподібних планет навколо затемнених подвійних зірок і характеристика цих подвійних систем для покращення моделей зірок.

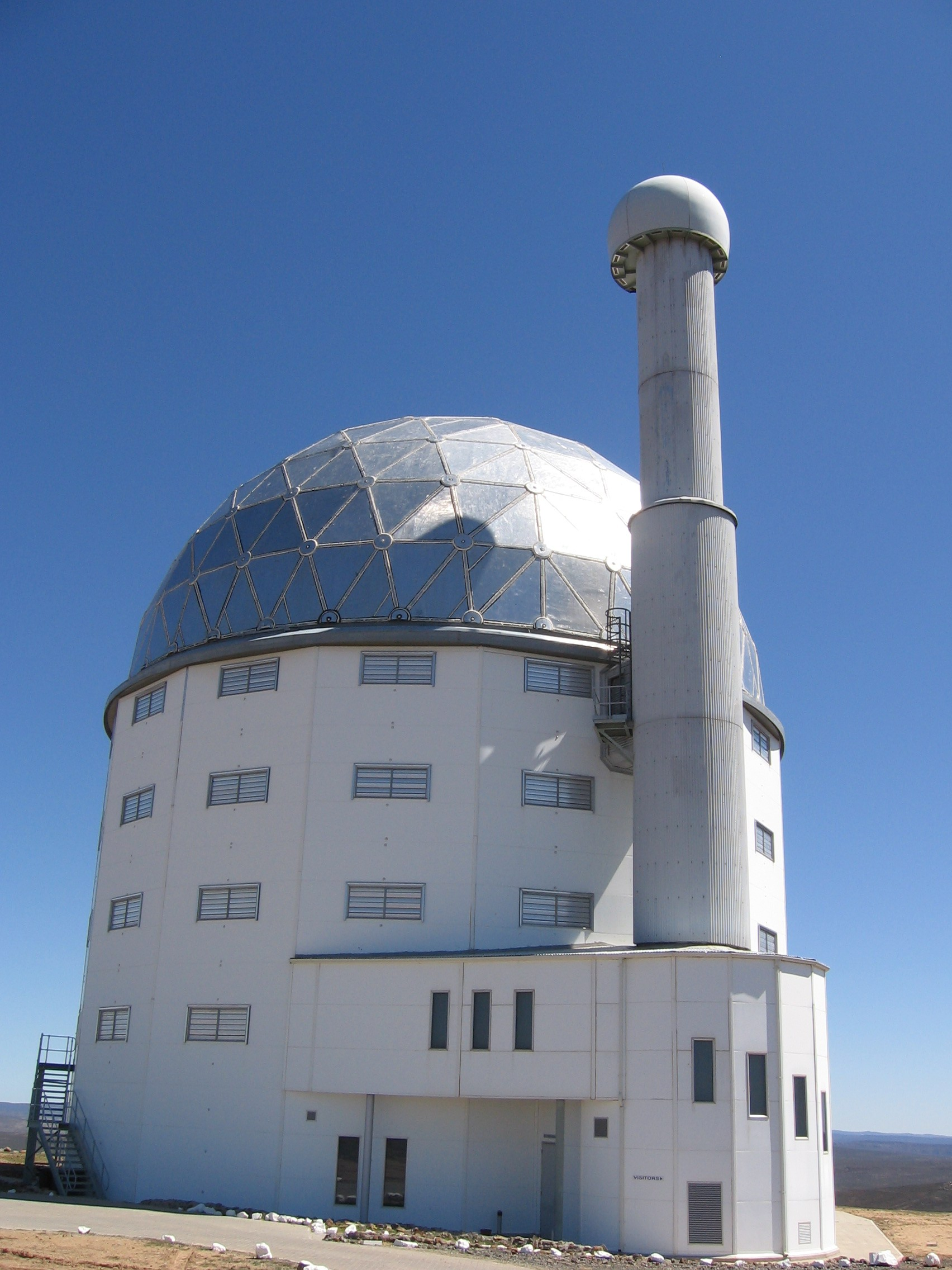
Південноафриканський великий телескоп

### Південноафриканський великий телескоп
Код обсерваторії: B31
Спостереження: (Наближені до Землі об'єкти)
SALT було урочисто відкрито в листопаді 2005 року. Це найбільший окремий оптичний телескоп у південній півкулі з шестикутним дзеркалом діаметром 11 метрів. SALT має схожість із телескопом Хоббі-Еберлі (HET) у Техасі. Великий південноафриканський телескоп збирає в двадцять п’ять разів більше світла, ніж будь-який інший існуючий африканський телескоп.  Завдяки цьому більшому масиву дзеркал SALT може записувати далекі зірки, галактики та квазари.

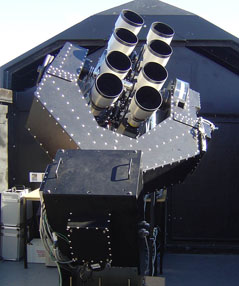
СуперВАСП-Південь

### Super WASP-Південь
Wide Angle Search for Planets складається з двох роботизованих телескопів, один розташований в SAAO Sutherland, а інший – в обсерваторії Roque de los Muchachos на острові Ла-Пальма на Канарських островах. WASP-17b, перша екзопланета, яка, як відомо, має ретроградну орбіту, була відкрита в 2009 році за допомогою цього масиву.

### Надзвичайно малий телескоп кілоградусів–Південь
Надзвичайно малий телескоп кілоградусів – Південь — невеликий роботизований телескоп, призначений для виявлення транзитних позасонячних планет. Телескоп належить і управляється Університетом Вандербільта, і він базувався на проекті KELT-North, який був задуманий і розроблений на кафедрі астрономії Університету штату Огайо. Телескоп KELT-South буде аналогом свого північного близнюка, оглядаючи південне небо на транзитні планети протягом наступних кількох років.

### MeerLICHT
Оптичний ширококутний телескоп, встановлений у 2017 році. Він має 60 см ефективну діафрагму та поле зору 1,65 x 1,65 градуса, вибірка 0,56"/піксель. Він був розроблений і виготовлений у Нідерландах (Університет Радбауд і NOVA) і керується консорціумом Університету Радбауд, Кейптаунського університету, NRF/SAAO, Оксфордського університету, Манчестерського університету та Амстердамського університету. Це оптичне око MeerKAT, головною метою якого є поєднання з радіоматрицею MeerKAT для досягнення одночасного оптичного радіопокриття південного неба. Це прототип масиву BlackGEM, встановленого в ESO La Silla в Чилі.

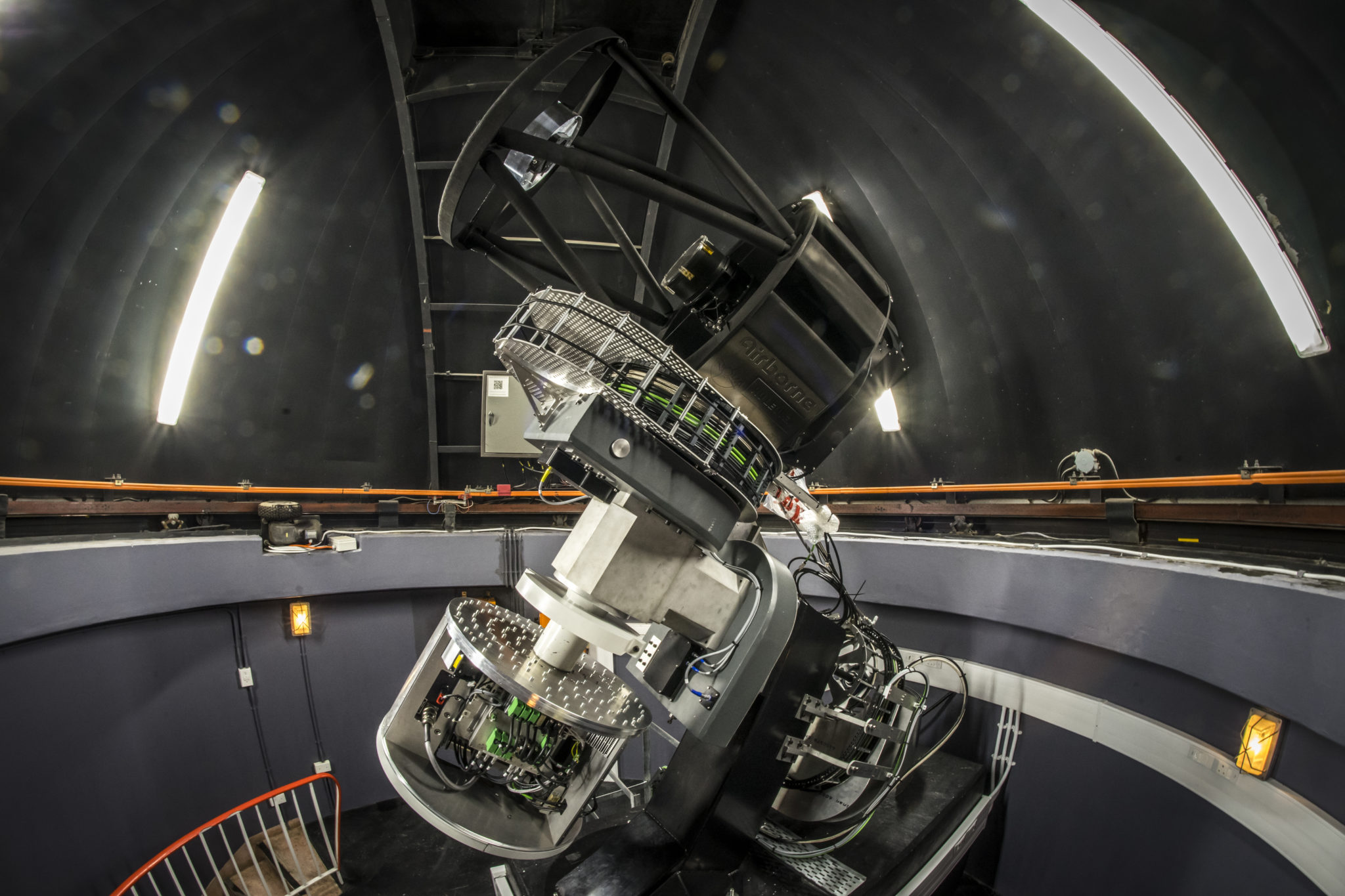
Телескоп MeerLICHT

## Подальше читання
- Wiehahn, Michelle (February 2002). Using the SAAO Automatic Photometric Telescope to Study the Long-Term Lightcurves of Cataclysmic Variables (PDF) (BSc (Hons) thesis). University of Cape Town –  Department of Astronomy. Архів оригіналу (PDF) за 21 серпня 2011.